# Tjerepovets
Tjerepovets (russisk: Черепове́ц, tr. Tjerepovets) er by i Vologda oblast i Den Russiske Føderation. Byen ligger ved Rybinskreservoiret ved bredden Sjeksnafloden. Tjerepovets har 298.790(2024) indbyggere, og dermed den største by i oblasten.

## Geografi
Tjerepovets ligger i den centrale del af den Østeuropæiske Slette, i den sydvestlige del af Vologda oblast, 527 km nord for Moskva og 532 km øst for Sankt Petersborg. Afstanden til oblastens administrative center, Vologda, er 140 km. Tjerepovets ligger i skæringspunktet mellem tre transportruter: 10 km mod nord løber vejen A114 Vologda - Novaja Ladoga; Gennem Tjerepovets passerer jernbanen mod Vologda og Kirov, der i Vologda har forbindelse med jernbanen Arkhangelsk - Moskva; byen er samtidigt flodhavn på Volga-Østersøkanalen.

### Klima
Tjerepovets har tempereret fastlandsklima med tydelige årstids-skiften af vindeneretningen. Det meste af året er domineret af de søndenvinde. Mindre markant østenvind og nordvestlige vinde.

## Historie
Omkring 1360 blev et kloster grundlagt i bjergene nær byen Sjeksna (russisk: Шексна). Omkring klostere fremvoksede bebyggelsen Tjerepovets, der i 1777 fik bystatus. På vepsisk sprog, som østersøfinnerne i området talte, betyder byens navn "Vores fiske bakke".
Konstruktion af Mariinskaja-kanalsystemet i 1810 år havde en betydelig indvirkning på udviklingen af byen. Mariinsk-kanalsystemet forbinder Tjerepovets med Volga-floden mod syd og Østersøen mod vest. På den tid var byen stadig i det meget tidlige udviklingsstadium med befolkningen på 3000 indbyggere i år 1863. I lang tid var byens murervirksomhed med syv arbejdere den eneste større virksomhed i Tjerepovets.
Udviklingen af byen blev mere dynamisk efter reformer i 1861 og fremvæksten af skibsbsværtsindustri. Byen blev snart et fremtrædende skibsbygnings- og logistikcenter, der binder store regionale jernbaner og vandveje sammen. Befolkningen voksede til omkring 10.000 i 1915.
Efter revolutionen, i marts 1918, blev de østlige ujezds i Novgorod guvernement udskilt og omdøbt til Tjerepovets guvernement, hvor Tjerepovets var det administrative center. Det nye guvernement eksisterede i mindre end ti år. I 1927 blev det fusioneret med Leningrad, Novgorod, Pskov og Murmansk guvernement til Leningrad oblast. I september 1937 blev det meste af det tidligere Tjerepovets guvernement overført til det nyoprettede Vologda oblast.
Den efterfølgende udvikling af byen er tæt knyttet til oprettelsen af Tjerepovets metallurgiske anlæg (nu kendt som Severstal) i 1955, det næststørste i Sovjetunionen. I modsætning til størstedelen af de øvrige metallurgicentre i Sovjetunionen var Tjerepovets metallurgiske anlæg placeret langt væk fra de faktiske mineralforekomster og miner. Placeringen blev besluttet ud fra de logistiske fordele ved den veludviklede infrastruktur, med forbindelser mod nord og nordvest med jernbane, vej og vandveje. Der forbandt byen med de fjerntliggende minedriftscentre i Vorkuta og Olenegorsk.
Hurtig vækst i industricentret ændrede byen drastisk, og i begyndelsen af 1960'erne oversteg dets befolkning 100.000 beboere (tre gange større end før anden verdenskrig). I 1970 blev Cherepovets den mest befolkede by i Vologda Oblast.

## Sport
Byens ishockeyhold Severstal Tjerepovets spiller i den Ruslands Superliga.